# Онторія-де-ла-Кантера
Онторія-де-ла-Кантера (ісп. Hontoria de la Cantera) — муніципалітет в Іспанії, у складі автономної спільноти Кастилія-і-Леон, у провінції Бургос. Населення — 143 особи (2021).
Муніципалітет розташований на відстані близько 200 км на північ від Мадрида, 18 км на південь від Бургоса.

## Демографія
Динаміка населення (INE ):

## Галерея зображень

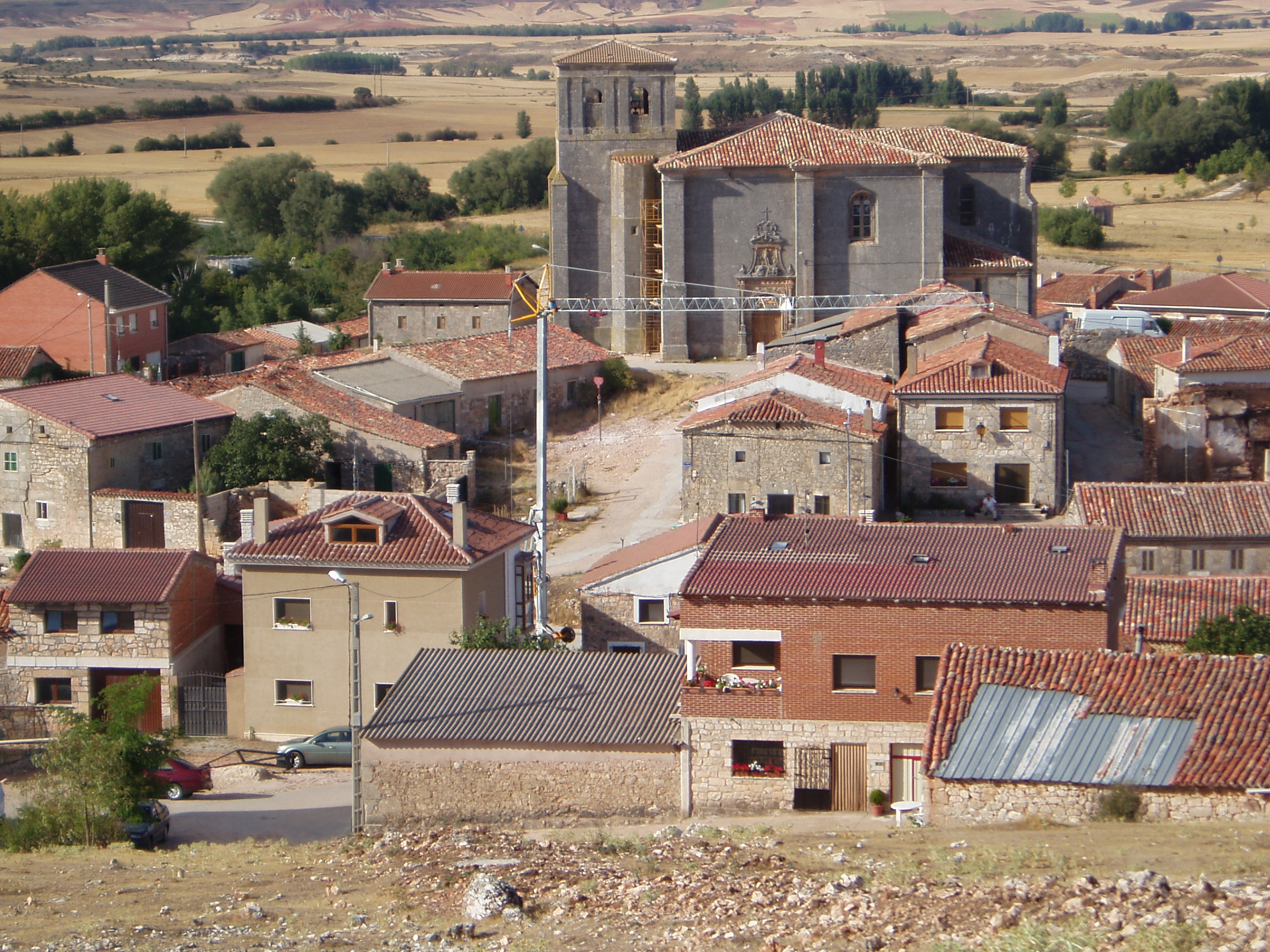
Панорама
Панорама